# Кэрролл А. Диринг (судно)
«Кэрролл А. Диринг» (англ. Carroll A. Deering) — американская грузовая пятимачтовая шхуна, получила известность как корабль-призрак. 31 января 1921 года шхуна была обнаружена севшей на мель у мыса Хаттерас (Северная Каролина, США), команды на судне не оказалось.
События, произошедшие на борту шхуны, и судьба находившихся на ней людей так и не были установлены, хотя ряд фактов указывает на возможный мятеж команды или пиратский захват судна. Последний раз «Кэрролл А. Диринг» с командой на борту видели 29 января 1921 года у плавучего маяка мыса Лукаут.
Случай с «Кэрролл А. Диринг» упоминается в зарубежной печати как одна из загадок Бермудского треугольника, несмотря на то, что и место крушения судна, и мыс Лукаут, где последний раз видели людей на борту, находятся на расстоянии нескольких сотен миль от зоны Бермудского треугольника.

## Судно
Пятимачтовая грузовая шхуна «Кэрролл А. Диринг» была построена в 1919 году компанией «Дж. Дж. Диринг Кампани» (англ. G. G. Deering Company) в городе Бат (штат Мэн, США). Владелец компании назвал судно в честь своего сына Кэрролла.

## Хронология единственного рейса
- 22 августа 1920 года — «Кэрролл А. Диринг» с грузом угля отправился в свой первый рейс из Норфолка (штат Виргиния, США) в Рио-де-Жанейро (Бразилия). Командовал судном капитан Уильям Меррит (William H. Merritt), первым помощником был его сын — Сивал Меррит (Sewall Merritt). Команда состояла из 9 человек, большинство из которых было датчанами. Есть сведения, что капитан не доверял этой команде и не хотел идти в плавание с ними[2]

- конец августа 1920 года — капитан Меррит серьёзно заболел и был вынужден в сопровождении сына сойти на берег в городе Льюис (штат Делавэр, США). Судовладельцы в спешном порядке наняли и отправили на замену капитана Уиллиса Уормелла (Willis T. Wormell), уже вышедшего на пенсию 66-летнего моряка, и первого помощника Чарльза Мак-Леллана (Charles B. McLellan)[2][3]

- 8 сентября 1920 года — «Кэрролл А. Диринг» продолжил путь в Бразилию

- конец ноября 1920 года — под командованием капитана Уормелла судно без происшествий прибыло в Рио-де-Жанейро. В городе капитан Уормелл встретил своего старого друга капитана Гудвина с корабля «Губернатор Брукс». В беседе с ним Уормелл говорил о некомпетентности своих помощников, но при этом заметил, что может доверять судовому механику Херберту Бейтсу (Herbert Bates)[3]

- 2 декабря 1920 года — «Кэрролл А. Диринг» отправился в обратный путь в США

- начало января 1921 года — промежуточная остановка на острове Барбадос для получения указаний от руководства компании, а также для пополнения припасов. Никаких новых приказов для судна на Барбадос не приходило[2]. Согласно некоторым источникам, между капитаном Уормеллом и первым помощником Мак-Лелланом произошла ссора, Мак-Леллан угрожал убить капитана. В разговоре с Хью Нортоном (Hugh Norton), капитаном шхуны «Августа У. Сноу», Уормелл охарактеризовал первого помощника как пьяницу, жестоко обращающегося с командой. Позже Мак-Леллан встретился с Хью Нортоном и хотел наняться первым помощником на корабль Нортона. По словам Мак-Леллана, команда «Кэрролл А. Диринг» не выполняет приказы, а капитан Уормелл не позволяет ему наказывать моряков. Также первый помощник жаловался на то, что ему приходится заниматься всеми задачами навигации из-за того, что у капитана Уормелла плохое зрение. Нортон отказал Мак-Леллану. Первый помощник и команда несколько дней пьянствовали на берегу. Однажды в ресторане Мак-Леллан заявил, что станет капитаном ещё до того, как их корабль вернётся в США. За неоднократные пьяные выходки Мак-Леллан попал в местную тюрьму. Капитан Уормелл простил своего первого помощника и вызволил того из тюрьмы[3]

- 9 января 1921 года — «Кэрролл А. Диринг» покинул Барбадос

- 16 января 1921 года — утром капитан Хью Нортон, находившийся на своём корабле «Августа У. Сноу» в районе Багамских островов в точке с координатами 26°56′ с. ш. 76°31′ з. д.HGЯO, заметил на расстоянии примерно 5 миль пятимачтовую шхуну, возможно «Кэрролл А. Диринг». Шхуна шла под одним парусом, несмотря на благоприятные погодные условия, позволявшие увеличить парусность. Также судно выполняло странные зигзагообразные маневры, периодически ложась на обратный курс[3]

- 18 января 1921 года — «Кэрролл А. Диринг» достиг мыса Канаверал[3]

- 23 января 1921 года — «Кэрролл А. Диринг» миновал плавучий маяк у Кейп-Фир

- 25 января 1921 года — в этот день было получено последнее радиосообщение с американского грузового парохода «Хьюит»[англ.]. Пароход находился в том же районе, что «Кэрролл А. Диринг», и следовал тем же курсом. Больше пароход на связь не выходил, в пункт назначения не прибыл. Поисковая операция не принесла никаких результатов — «Хьюит» бесследно исчез[2]

- 26 — 28 января 1921 года — шторм

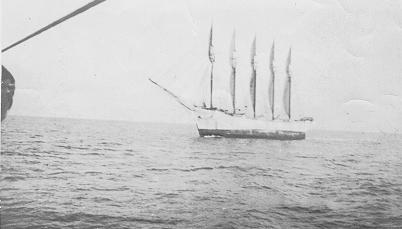
Фотография «Кэрролл А. Диринг», сделанная с плавучего маяка мыса Лукаут 29 января 1921 года

- 29 января 1921 года — «Кэрролл А. Диринг» миновал плавучий маяк мыса Лукаут. Идущая под всеми парусами шхуна представляла собой красивое зрелище, и Джеймс Стил, инженер маяка, сфотографировал судно[3]. По словам смотрителя маяка капитана Томаса Джекобсона (Thomas Jacobson), с борта «Кэрролл А. Диринг» его окликнул высокий худой рыжеволосый моряк, с помощью рупора сообщивший, что шхуна лишилась якорей во время шторма. Моряк просил передать о происшествии владельцам шхуны, говорил он с иностранным акцентом. Джекобсон не смог отправить сообщение на берег из-за того, что на маяке вышла из строя радиостанция. Смотритель маяка заметил, что команда «Диринга» толпилась на шканцах, где имеют право находиться лишь капитан и его помощники. Также ему показалось странным, что с корабля с ним говорил простой моряк, а не капитан или помощник. Вскоре после того, как шхуна, шедшая курсом на север, удалилась, с маяка заметили неизвестный пароход, следующий курсом на юг. Джекобсон рассчитывал на то, что пароход сможет передать на землю сообщение с «Кэрролл А. Диринг», однако пароход проигнорировал сигналы маяка, повернул на восток и быстро удалился[2]. В дальнейшем высказывались предположения, что это был пароход "Хьюит",  пропавший примерно в то же время.

- 30 января 1921 года — примерно в 4 часа дня с корабля «Лейк Илон» видели пятимачтовую шхуну, идущую под всеми парусами в направлении мыса Хаттерас

- 31 января 1921 года — ранним утром сотрудники Береговой охраны США заметили у мыса Хаттерас пятимачтовую шхуну, севшую на мель. Паруса судна были подняты, через палубу перекатывались волны, спасательные шлюпки отсутствовали. Корабль выглядел покинутым. Из-за штормовой погоды спасатели не смогли добраться до шхуны

- 4 февраля 1921 года — спасатели проникли на шхуну. Ни одного человека на борту не оказалось, хотя на камбузе была разложена пища для приготовления. Отсутствовали личные вещи команды, судовой журнал, навигационное оборудование и якоря[4]. Рулевое устройство оказалось поврежденным. В капитанской каюте найдены три пары обуви разного размера. Последняя отметка на карте датирована 23 января 1921 года, причём сделана она была не почерком капитана Уормелла. По словам местных жителей спасатели принесли с корабля серого кота[2].

## После крушения
Шхуна была признана не подлежащей восстановлению. Под действием волн корпус стоящего на мели судна постепенно разрушался. Корабль мог представлять опасность для судоходства, поэтому в марте 1921 года он был взорван. Местные жители использовали деревянные обломки судна при строительстве и ремонте своих домов.
Остов корпуса «Кэрролл А. Диринг» ещё долго был виден на отмели, пока в 1955 году его не уничтожил ураган. Местному бизнесмену удалось сохранить некоторые из обломков судна, впоследствии они были переданы в музей «Кладбище Атлантики»

## Расследование
Министр торговли США Герберт Гувер приказал начать расследование по факту исчезновения команды «Кэрролл А. Диринг». Главой расследования был назначен помощник министра Лоуренс Рикей (Lawrence Rickey).
В апреле 1921 года рыбак Кристофер Колумбус Грей (Christopher Columbus Gray), живший неподалёку от места крушения шхуны, принёс якобы найденную на берегу бутылку с письмом, сообщающим о том, что «Кэрролл А. Диринг» захвачен пиратами с неизвестного дизельного судна, команда взята в плен, а нашедшему бутылку нужно сообщить владельцам судна.
DEERING CAPTURED BY OIL BURNING CRAFT, SOMETHING LIKE CHASER. TAKEN OFF EVERYTHING CUFFING THE CREW. CREW HIDING ALL OVER SHIP NO CHANCE TO MAKE ESCAPE. FINDER PLEASE NOTIFY HEADQUARTERS DEERING. <неразборчиво>
Предварительное сравнение почерков показало, что письмо, возможно, было написано судовым механиком Генри Бейтсом (его почерк опознала вдова капитана Уормелла), а бутылка, как установили, была сделана в Бразилии. Следователи обратили внимание на призыв уведомить о случившемся владельцев корабля, но более тщательный анализ письма, проведённый правительственными экспертами, выявил, что письмо является фальшивкой и написано самим Кристофером Греем.
В конце 1922 года расследование было прекращено без вынесения какого-либо официального заключения, хотя всерьёз рассматривались версии урагана, пиратства (вдова капитана Уормелла была ярой сторонницей этой теории), багамской контрабанды и мятежа, но ни одна из них не нашла никаких подтверждений. Личность человека, с которым общался Томас Джекобсон, установить не удалось.